# Diasporus tinker
Diasporus tinker es una especie de anfibio anuro de la familia Eleutherodactylidae.

## Distribución geográfica
Esta especie es endémica de Colombia. Se encuentra en los departamentos del Valle del Cauca, Chocó, Antioquia y Córdoba desde el nivel del mar hasta 1880 m sobre el nivel del mar en la Cordillera Occidental.

## Descripción
Los machos miden de 15 a 20 mm y las hembras de 19 a 21 mm.

## Publicación original
- Lynch, 2001: Three new rainfrogs of the Eleutherodactylus diastema group from Colombia and Panama. Revista de la Academia Colombiana de Ciencias Exactas Físicas y Naturales, vol. 25, n.º 95, p. 287-298[6]